# Liga de Campeones Femenina de la CAF 2022
La Liga de Campeones Femenina de la CAF 2022 fue la segunda edición del torneo anual de clubes de fútbol de asociaciones femeninas africanas organizado por la CAF y que se celebra actualmente en Marruecos del 30 de octubre al 13 de noviembre de 2022.
Los ganadores de esta edición se clasificarán automáticamente para la siguiente edición del torneo.

## Participantes
Las fases de clasificación se componían de 6 torneos de clasificación de sub confederaciones que se desarrollaron del 7 de agosto al 16 de septiembre de 2022 y cada confederación tenía un representante. Como campeones defensores, Mamelodi Sundowns se clasificó automáticamente para la fase final del torneo.
| Asociación | Equipo             | Método de clasificación                           | Aparición |
| ---------- | ------------------ | ------------------------------------------------- | --------- |
| Marruecos  | AS FAR (Sede)      | Campeón Campeonato Femenino de Marruecos 2021–22  | 2º        |
| Sudáfrica  | Mamelodi Sundowns  | Campeón Liga de Campeones Femenina de la CAF 2021 | 2º        |
| Zambia     | Green Buffaloes    | Campeón CAF WCL COSAFA 2022                       | 1º        |
| Egipto     | Wadi Degla         | Campeón CAF WCL UNAF 2022                         | 2º        |
| Liberia    | Determine Girls FC | Campeón CAF WCL WAFU Zone A 2022                  | 1º        |
| Tanzania   | Simba Queens       | Campeón CAF WCL CECAFA 2022                       | 1º        |
| Nigeria    | Bayelsa Queens     | Campeón CAF WCL WAFU Zone B 2022                  | 1º        |
| RD Congo   | TP Mazembe         | Campeón CAF WCL UNIFFAC 2022                      | 1º        |

## Sorteo
El sorteo de esta edición del torneo se llevó a cabo en el Centro Técnico Mohammed VI en Rabat, Marruecos, el 9 de septiembre de 2022 a las 11:30 CET (10:30 UTC). Los 7 equipos confirmados y el campeón UNIFFAC desconocido en el momento del sorteo se dividieron en dos grupos de cuatro equipos. Como anfitriones de competiciones de clubes, AS FAR fue asignado a la posición A1.

## Fase de grupos

### Grupo A
| Equipo             | Pts | PJ | PG | PE | PP | GF | GC | Dif |
| ------------------ | --- | -- | -- | -- | -- | -- | -- | --- |
| AS FAR (H)         | 9   | 3  | 3  | 0  | 0  | 5  | 1  | +4  |
| Simba Queens       | 6   | 3  | 2  | 0  | 1  | 4  | 1  | +3  |
| Green Buffaloes    | 3   | 3  | 1  | 0  | 2  | 5  | 4  | +1  |
| Determine Girls FC | 0   | 3  | 0  | 0  | 3  | 0  | 8  | -8  |

| 30 de octubre de 2022 | Green Buffaloes                                                                    | 4:0 (3:0) | Determine Girls FC | Estadio Moulay Hassan, Rabat, Marruecos |                                  |
| 17:00 (WAT)           | - Maweta Chilenga 8' - Natasha Nanyangwe 30' - Hellen Chanda 31' - Ireen Lungu 58' | Reporte   |                    | Árbitro(s): Shahenda El Maghrabi        | Árbitro(s): Shahenda El Maghrabi |

| 30 de octubre de 2022 | AS FAR                | 1:0 (0:0) | Simba Queens | Estadio Moulay Hassan, Rabat, Marruecos |                             |
| 20:00 (WAT)           | - Ibtissam Jraïdi 67' | Reporte   |              | Árbitro(s): Akhona Makalima             | Árbitro(s): Akhona Makalima |

| 2 de noviembre de 2022 | Determine Girls FC | 0:2 (0:0) | Simba Queens                                   | Estadio Moulay Hassan, Rabat, Marruecos |                        |
| 17:00 (WAT)            |                    | Reporte   | - 53' Opah Clement - 80' (pen.) Barakat Olaiya | Árbitro(s): Sonia Koré                  | Árbitro(s): Sonia Koré |

| 2 de noviembre de 2022 | AS FAR                                   | 2:1 (1:1) | Green Buffaloes   | Estadio Moulay Hassan, Rabat, Marruecos |                                |
| 20:00 (WAT)            | - Fatima Tagnaout 30' (pen.), 62' (pen.) | Reporte   | - 19' Ireen Lungu | Árbitro(s): Vincentina Amedome          | Árbitro(s): Vincentina Amedome |

| 5 de noviembre de 2022 | Determine Girls FC | 0:2 (0:0) | AS FAR                                       | Estadio Moulay Hassan, Rabat, Marruecos |                           |
| 20:00 (WAT)            |                    |           | - 47' Oumaima Harcouch - 78' Ibtissam Jraïdi | Árbitro(s): Patience Madu               | Árbitro(s): Patience Madu |

| 5 de noviembre de 2022 | Simba Queens                          | 2:0 (0:0) | Green Buffaloes | Estadio de Marrakech, Marrakech, Marruecos |                             |
| 20:00 (WAT)            | - Asha Djafari 64' - Opah Clement 79' |           |                 | Árbitro(s): Akhona Makalima                | Árbitro(s): Akhona Makalima |

### Grupo B
| Equipo            | Pts | PJ | PG | PE | PP | GF | GC | Dif |
| ----------------- | --- | -- | -- | -- | -- | -- | -- | --- |
| Mamelodi Sundowns | 9   | 3  | 3  | 0  | 0  | 11 | 1  | +10 |
| Bayelsa Queens    | 6   | 3  | 2  | 0  | 1  | 6  | 2  | +4  |
| TP Mazembe        | 3   | 3  | 1  | 0  | 2  | 1  | 6  | -5  |
| Wadi Degla        | 0   | 3  | 0  | 0  | 3  | 0  | 9  | -9  |

| 31 de octubre de 2022 | Mamelodi Sundowns        | 2:1 (1:0) | Bayelsa Queens             | Estadio de Marrakech, Marrakech, Marruecos |                              |
| 17:00 (WAT)           | - Lelona Daweti 32', 58' | Reporte   | - 81' Mary-Magdalene Anjor | Árbitro(s): Shamirah Nabadda               | Árbitro(s): Shamirah Nabadda |

| 31 de octubre de 2022 | Wadi Degla | 0:1 (0:1) | TP Mazembe              | Estadio de Marrakech, Marrakech, Marruecos |                                  |
| 20:00 (WAT)           |            | Reporte   | - 7' Merveille Kanjinga | Árbitro(s): Antsino Twanyanyukwa           | Árbitro(s): Antsino Twanyanyukwa |

| 3 de noviembre de 2022 | Mamelodi Sundowns                                                                            | 5:0 (2:0) | Wadi Degla | Estadio de Marrakech, Marrakech, Marruecos |                             |
| 17:00 (WAT)            | - Lelona Daweti 10' - Melinda Kgadiete 25' - Bambanani Mbane 60', 76' - Boitumelo Rabale 65' | Reporte   |            | Árbitro(s): Suavis Iratunga                | Árbitro(s): Suavis Iratunga |

| 3 de noviembre de 2022 | TP Mazembe | 0:2 (0:2) | Bayelsa Queens                                | Estadio de Marrakech, Marrakech, Marruecos |                              |
| 20:00 (WAT)            |            | Reporte   | - 4' (pen.) Ogoma Joseph - 24' Grace Chinyere | Árbitro(s): Fatima El Ajjani               | Árbitro(s): Fatima El Ajjani |

| 6 de noviembre de 2022 | TP Mazembe | 0:4 (0:2) | Mamelodi Sundowns                                                                             | Estadio de Marrakech, Marrakech, Marruecos |                                  |
| 20:00 (WAT)            |            | Reporte   | - 19' (pen.) Zanele Nhlapo - 40' Lelona Daweti - 49' Melinda Kgadiete - 90' Gabonnelwe Kekana | Árbitro(s): Antsino Twanyanyukwa           | Árbitro(s): Antsino Twanyanyukwa |

| 6 de noviembre de 2022 | Bayelsa Queens                            | 3:0 (1:0) | Wadi Degla | Estadio Moulay Hassan, Rabat, Marruecos |                                |
| 20:00 (WAT)            | - Juliet Sunday 8' - Mercy Itimi 49', 54' | Reporte   |            | Árbitro(s): Vincentina Amedome          | Árbitro(s): Vincentina Amedome |

## Fase final

### Cuadro
|  | Semifinales                             | Semifinales       |                                           |   | Final | Final |
|  |                                         |                   |                                           |   |       |       |
|  | 9 de noviembre - Estadio Moulay Hassan  |                   |                                           |   |       |       |
|  |                                         |                   |                                           |   |       |       |
|  | AS FAR                                  | 1                 |                                           |   |       |       |
|  | AS FAR                                  | 1                 | 11 de noviembre - Estadio Moulay Abdellah |   |       |       |
|  | Bayelsa Queens                          | 0                 |                                           |   |       |       |
|  | Bayelsa Queens                          | 0                 | AS FAR                                    | 4 |       |       |
|  | 9 de noviembre - Estadio Moulay Hassan  |                   | AS FAR                                    | 4 |       |       |
|  |                                         | Mamelodi Sundowns | 0                                         |   |       |       |
|  | Mamelodi Sundowns                       | Mamelodi Sundowns | 0                                         | 1 |       |       |
|  | Mamelodi Sundowns                       |                   |                                           | 1 |       |       |
|  | Simba Queens                            | 0                 |                                           |   |       |       |
|  | Simba Queens                            | 0                 | Partido por el tercer puesto              |   |       |       |
|  |                                         |                   |                                           |   |       |       |
|  | 11 de noviembre - Estadio Moulay Hassan |                   |                                           |   |       |       |
|  |                                         |                   |                                           |   |       |       |
|  | Bayelsa Queens                          | 1                 |                                           |   |       |       |
|  | Bayelsa Queens                          | 1                 |                                           |   |       |       |
|  | Simba Queens                            | 0                 |                                           |   |       |       |

### Semifinales
| 9 de noviembre de 2022 | Mamelodi Sundowns      | 1:0 (0:0) | Simba Queens | Estadio Moulay Hassan, Rabat, Marruecos |                                  |
| 17:00 (WAT)            | - Boitumelo Rabale 76' | Reporte   |              | Árbitro(s): Shahenda El Maghrabi        | Árbitro(s): Shahenda El Maghrabi |

| 9 de noviembre de 2022 | AS FAR                | 1:0 (1:0) | Bayelsa Queens | Estadio Moulay Hassan, Rabat, Marruecos |                              |
| 21:00 (WAT)            | - Ibtissam Jraïdi 27' | Reporte   |                | Árbitro(s): Shamirah Nabadda            | Árbitro(s): Shamirah Nabadda |

### Tercer puesto
| 12 de noviembre de 2022 | Bayelsa Queens      | 1:0 (0:0) | Simba Queens | Estadio Moulay Hassan, Rabat, Marruecos |                                  |
| 20:00 (WAT)             | - Juliet Sunday 70' | Reporte   |              | Árbitro(s): Antsino Twanyanyukwa        | Árbitro(s): Antsino Twanyanyukwa |

### Final
| 13 de noviembre de 2022 | AS FAR                                                         | 4:0 (1:0) | Mamelodi Sundowns | Estadio Moulay Abdellah, Rabat, Marruecos |                                |
| 20:00 (WAT)             | - Fátima Tagnaout 15' (pen.) - Ibtissam Jraïdi 54', 87', 90+2' | Reporte   |                   | Árbitro(s): Vincentina Amedomé            | Árbitro(s): Vincentina Amedomé |

## Goleadoras
Tabla de goleadoras actualizado al 12 de noviembre de 2022.
| Pos. | Jugadora             | Equipo            | Goles |
| ---- | -------------------- | ----------------- | ----- |
| 1    | Lelona Daweti        | Mamelodi Sundowns | 4     |
| 2    | Ibtissam Jraïdi      | AS FAR            | 3     |
| 3    | Fátima Tagnaout      | AS FAR            | 2     |
| 3    | Mercy Itimi          | Bayelsa Queens    | 2     |
| 3    | Juliet Sunday        | Bayelsa Queens    | 2     |
| 3    | Melinda Kgadiete     | Mamelodi Sundowns | 2     |
| 3    | Bambanani Mbane      | Mamelodi Sundowns | 2     |
| 3    | Boitumelo Rabale     | Mamelodi Sundowns | 2     |
| 3    | Opah Clement         | Simba Queens      | 2     |
| 3    | Ireen Lungu          | Green Buffaloes   | 2     |
| 11   | Merveille Kanjinga   | TP Mazembe        | 1     |
| 11   | Oumaima Harcouch     | AS FAR            | 1     |
| 11   | Mary-Magdalene Anjor | Bayelsa Queens    | 1     |
| 11   | Grace Chinyere       | Bayelsa Queens    | 1     |
| 11   | Ogoma Joseph         | Bayelsa Queens    | 1     |
| 11   | Gabonnelwe Kekana    | Mamelodi Sundowns | 1     |
| 11   | Zanele Nhlapo        | Mamelodi Sundowns | 1     |
| 11   | Asha Djafari         | Simba Queens      | 1     |
| 11   | Barakat Olaiya       | Simba Queens      | 1     |
| 11   | Hellen Chanda        | Green Buffaloes   | 1     |
| 11   | Maweta Chilenga      | Green Buffaloes   | 1     |
| 11   | Natasha Nanyangwe    | Green Buffaloes   | 1     |

## Posiciones finales
Según la convención estadística en el fútbol, los partidos decididos en la prórroga se cuentan como victorias y derrotas, mientras que los partidos decididos en la tanda de penaltis se cuentan como empates.
| Pos. | Equipo             | PJ | PG | PE | PP | GF | GC | Dif | Pts |
| ---- | ------------------ | -- | -- | -- | -- | -- | -- | --- | --- |
| 1    | AS FAR             | 5  | 5  | 0  | 0  | 10 | 1  | +9  | 15  |
| 2    | Mamelodi Sundowns  | 5  | 4  | 0  | 1  | 12 | 5  | +7  | 12  |
| 3    | Bayelsa Queens     | 5  | 3  | 0  | 2  | 7  | 3  | +4  | 9   |
| 4    | Simba Queens       | 5  | 2  | 0  | 3  | 4  | 3  | +1  | 6   |
| 5    | Green Buffaloes    | 3  | 1  | 0  | 2  | 5  | 4  | +1  | 3   |
| 6    | TP Mazembe         | 3  | 1  | 0  | 2  | 1  | 6  | -5  | 3   |
| 7    | Determine Girls FC | 3  | 0  | 0  | 3  | 0  | 8  | -8  | 0   |
| 8    | Wadi Degla         | 3  | 0  | 0  | 3  | 0  | 9  | -9  | 0   |